# Гетин Џенкинс
Гетин Џенкинс (енгл. Gethin Jenkins; 17. новембар 1980) је професионални велшански рагбиста који тренутно игра за рагби јунион тим Кардиф Блуз. Са 118 одиграних тест мечева за "змајеве" (Рагби јунион репрезентација Велса) Џенкинс је рекордер по броју одиграних мечева за Велс.

## Биографија
Висок 188 цм, тежак 121 кг, Џенкинс игра на позицији број 1 - Стуб (енгл. Loosehead prop). У професионалној каријери играо је и за Понтиприд РФК, Келтик Вориорси и Рагби клуб Тулон. За Кардиф Блузе је одиграо 154 утакмица и постигао 8 есеја. За репрезентацију Велса је дебитовао против Румуније 2002. и до сада је одиграо 118 тест мечева за репрезентацију. Ишао је и на турнеје са екипом Британски и ирски лавови. Џенкинс је кратко играо и другу верзију рагбија - рагби 13 (рагби лига) за Кардиф демоне (енгл. Cardiff Demons RLFC).